# Xanthophytum olivaceum
Xanthophytum olivaceum är en måreväxtart som beskrevs av Elmer Drew Merrill. Xanthophytum olivaceum ingår i släktet Xanthophytum och familjen måreväxter. Inga underarter finns listade i Catalogue of Life.